# Ацума

42°43′23″ пн. ш. 141°52′41″ сх. д. / 42.72306° пн. ш. 141.87806° сх. д.
Ацу́ма (яп. 厚真町, あつまちょう, МФА: [at͡suma t͡ɕoː]) — містечко в Японії, в повіті Юфуцу округу Ібурі префектури Хоккайдо. Станом на 1 жовтня 2008 року площа містечка становила 404,56 км². Станом на 31 березня 2017 населення містечка становило 4659 осіб.